# Blast of Tempest
Blast of Tempest (jap. 絶園のテンペスト, Zetsuen no Tempesuto) ist eine Manga-Serie des japanischen Autors Kyō Shirodaira und der Zeichner Ren Saizaki und Arihide Sano. Sie erschien von 2009 bis 2013 in Japan und wurde als Anime-Fernsehserie adaptiert. Das Werk ist in die Genres Action, Mystery und Fantasy einzuordnen.

## Inhalt
Die Eltern und die Stiefschwester des Jugendlichen Mahiro Fuwa (不破 真広) wurden unter seltsamen Umständen getötet. Ein Jahr später verschwindet auch Mahiro selbst. Sein Freund Yoshino Takigawa (滝川 吉野), der heimlich in Mahiros Schwester Aika Fuwa (不破 愛花) verliebt war, sucht zunächst vergeblich nach ihm. Schließlich taucht Mahiro Yoshino wieder auf. Mahiro hat über eine Schnitzerei, die er fand, Kontakt zur Magierin Hakaze Kusaribe (鎖部 葉風) aufgenommen. Die beiden Jungen sollen ihr im Kampf gegen ihren Clan helfen, der sie verstoßen hat. Die Kusaribe hüten den „Baum der Schöpfung“, doch hat Samon Kusaribe Hakazes Position als Anführerin eingenommen und will nun den „Baum des Endes“ neu erschaffen, was zum Ende der Welt führen könnte. Die Magie des Clans rührt von der Kraft des „Baum des Anfangs“. Für dessen Magie müssen stets Erzeugnisse der Zivilisation geopfert werden. Zwar ist Mahiro wenig an diesem mystischen Konflikt interessiert, doch will ihm Hakaze im Gegenzug helfen, sich an den Mördern seiner Familie zu rächen. So gehen beide Jugendlichen den Handel ein. Die Beschwörung des Baums des Endes führt zum Erwachen der Früchte des Baums im ganzen Land. Bei jedem dieser Ereignisse werden die Menschen in der Umgebung ohnmächtig, große Zerstörung angerichtet und viele sterben. Daher ist sehr bald auch die Regierung daran, den Klan aufzuhalten.
Mahiro und Yoshino werden zu Junichiro gesandt, einem der letzten Verbündeten Hakazes im Klan. Von ihm erhalten sie Magie-Utensilien, mit denen auch sie Magie ausüben können. Außerdem erzählt Junichiro ihnen, dass Hakaze tot sein soll. Er hat ihr Skelett identifiziert, das Samon ihm zeigte. Ohne sich der Wahrheit sicher zu sein, reisen sie zum Berg Fuji, wo die Beschwörung des Baums stattfindet. Während der Reise denkt Mahiro an seine Halbschwester und daran, ob er sie vielleicht heimlich liebte. Yoshino fragt sich, ob er seine Beziehung zu Aika ewig vor ihm geheim halten kann. Beim Berg angekommen sehen sie, wie die Armee bereits den Ort der Beschwörung angreift, um den Kusaribe-Klan aufzuhalten. Die beiden Jungen dringen mit mächtigen Magie-Utensilien, mit denen sie die Beschwörung beenden können, in den Bannkreis ein und stehen Samon gegenüber. Er erklärt ihnen, dass tatsächlich der Baum des Anfangs die Menschheit bedroht. Denn wenn er erwacht, wird er sie vervollkommnen und dabei alle menschliche Zivilisation geopfert. Daher will Samon mit dem Klan den Baum des Endes wecken, der den Baum des Anfangs wieder in einen Schlaf versetzen soll. Doch ist dieser Plan im Klan umstritten – Hakazes Fraktion fürchtet den Baum des Anfangs nicht so sehr wie den des Endes.
Mahiro, der das entscheidende Magie-Utensil in Händen hält, aber ist nicht am Schicksal der Welt, sondern nur an seiner Rache interessiert. So streiten Samon und Hakaze um seine Gunst, versprechen ihm beide bei der Rache zu helfen, während die Armee gegen den Klan kämpft. Samon gelingt es zwar zu beweisen, dass Hakaze tot ist und nur über 2 Jahre hinweg kommuniziert und damit fast Mahiro überzeugen. Doch Yoshino, motiviert durch seine Liebe zu Aika, findet noch einen Weg Hakaze in ihre Zeit zu holen und überzeugt schließlich Mahiro – auch indem er ihm verspricht, ihm den Freund von Aika zu verraten. Klar wird dabei auch, dass sie durch den Konflikt im Kusaribe-Klan getötet wurde, um die beiden Jungen zu Hakazes Helfern zu machen. Dass sie jemand aus dem Klan getötet hat, können alle ausschließen, da das Töten für Diener des Baums des Anfangs schwere Folgen hat. Sie verdächtigen daher einen „Magier des Endes“. Zur gleichen Zeit wird die Armee vom Kusaribe-Klan besiegt, doch deren beschleunigte Beschwörung erweckt auch den Baum des Anfangs.
Schließlich gelingt es Hakaze durch ein auf der Insel abgestürzte Rakete, die sie als Opfer nutzen kann, sich zu Samon, Yoshino und Mahiro zu teleportieren. Doch zur gleichen Zeit gerät der Kampf zwischen beiden Bäumen außer Kontrolle: Der Baum des Anfangs erscheint an vielen Orten der Welt und verschlingt Zivilisationsprodukte und Menschen, um seine Macht zu stärken. Gemeinsam mit dem Klan und Hakazes Unterstützung kann beiden Bäumen Einhalt geboten werden. Doch Mahiro und Yoshino werden dabei schwer verletzt. Einen Monat später sind beide aus ihrem Koma erwacht und erkunden die völlig veränderte Welt. Das Erscheinen des Baums hat die Weltordnung umgestürzt, doch hat der Baum zugleich alle kriegerischen Konflikte unterbunden, sodass nun ein unheimlicher Friede herrscht. Während Yoshino mit Hakaze reist, wird Mahiro mit Takumi Hayakawa bekannt gemacht: ein Politiker, der sich bereits lange mit der Magie befasst, aber im Angesicht der Katastrophe nichts ausrichten konnte und nun degradiert wurde. Gemeinsam mit dem Kusaribe-Klan will er nun schlimmeres verhindern. Dazu beauftragen sie Mahiro, Yoshino zu töten, weil sich Hakaze in ihn verliebt hat und er nun zu viel Einfluss auf die hat. Heimlich befürchten sie außerdem, dass Yoshino der Magier des Endes ist. Dafür wollen sie Mahiro bei seiner Rache helfen, sodass er schließlich zustimmt. Zur gleichen Zeit treffen Hakaze und Mahiro auf Megumu Hanemura, der die Kräfte des Magiers des Endes hat. Doch weiß er nichts von dessen Hintergründen und hat überraschend auch keinen Kampfgeist.

## Veröffentlichung
Die Serie erschien von August 2009 bis März 2013 im japanischen Magazin Monthly Shōnen Gangan des Verlags Square Enix. Die Kapitel wurden außerdem zusammengefasst in zehn Bänden veröffentlicht. Diese Sammelbände verkauften sich in Japan jeweils etwa 100.000 bis 150.000 mal. Eine französische Ausgabe erschien bei Kurokawa. Der Carlsen Verlag brachte seit Dezember 2013 neun Bände in deutscher Übersetzung heraus (Stand: November 2015).

## Anime-Adaption
Das Studio Bones produzierte 2012 unter der Regie von Masahiro Andō eine Anime-Fernsehserie auf Basis des Mangas. Die Drehbücher der Serie schrieben Hiroshi Yamaguchi, Keigo Koyanagi, Mari Okada und Shinsuke Onishi, wobei Okada auch das gesamte Serienkonzept (Seriendrehbuch) betreute. Das Charakterdesign entwarf Tsunenori Saito und die künstlerische Leitung lag bei Ayumi Satō und Tomoaki Okada. Masahisa Suzuki entwarf mechanische Designs.
Die erste Ausstrahlung des 24 Folgen umfassenden Animes fand vom 5. Oktober 2012 bis zum 29. März 2013 nach Mitternacht (und damit am vorigen Fernsehtag) auf dem Sender MBS statt, gefolgt mit wenigen Tagen Versatz auch auf TBS, CBC und BS-TBS statt. Die Plattform Crunchyroll bot über Streaming Media eine englische untertitelte Fassung als Simulcast an.

### Synchronsprecher
| Rolle               | Japanische Stimme (Seiyū | deutscher Sprecher) |
| ------------------- | ------------------------ | ------------------- |
| Yoshino Takigawa    | Kōki Uchiyama            | Benjamin Mereis     |
| Mahiro Fuwa         | Toshiyuki Toyonaga       | Benjamin Stolz      |
| Hakaze Kusaribe     | Miyuki Sawashiro         | Nicole Hise         |
| Aika Fuwa           | Kana Hanazawa            | Julia Bautz         |
| Junichirō Hoshimura | Hirofumi Nojima          | Ferdi Özten         |
| Tetsuma Kusaribe    | Hiroyuki Yoshino         | Benedikt Hahn       |
| Natsumura Kusaribe  | Junichi Suwabe           | Michael-Che Koch    |

### Musik
Die Musik der Serie wurde komponiert von Michiru Oshima. Die Vorspannlieder sind Spirit Inspiration von Nothing’s Carved in Stone und Daisuki na noni (大好きなのに) von Kylee. Die Abspanne wurden unterlegt mit den Liedern happy endings von Kana Hanazawa und Bokutachi no Uta (僕たちの歌) von Sako Tomohisa.